# Serpente-olho-de-gato-anelada
A serpente-olho-de-gato-anelada (Leptodeira annulata), é uma cobra americana encontrada desde os Estados Unidos da América até a Argentina, passando por Trinidad e Tobago e Ilha Margarita, no Caribe e Brasil. Ela se alimenta de rãs e pequenos répteis, como lagartixas e salamandras. É uma espécie ovípara, com uma postura média de 6 a 8 ovos, alcança 90 centímetros de comprimento e possui olhos grandes e corpo de cor creme a café-acinzentado, com manchas cor de café escuro. Quando filhote apresenta em sua cabeça uma faixa branca.